# Новосельське (Бурлинський район)
Новосе́льське (рос. Новосельское) — село у складі Бурлинського району Алтайського краю, Росія. Адміністративний центр Новосельської сільської ради.

## Населення
Населення — 898 осіб (2010; 1105 у 2002).
Національний склад (станом на 2002 рік):
- росіяни — 70 %
- казахи — 26 %